# Nekalá soutěž
Nekalá soutěž je stav, který nastane, pokud soutěžitel (účastník hospodářské soutěže, ať už podnikatel nebo nepodnikatel) jedná v rozporu s dobrými mravy soutěže a toto jednání je způsobilé přivodit újmu jiným soutěžitelům nebo zákazníkům. Tyto podmínky, označované jako generální klauzule, musí být splněny kumulativně (současně). Dobré mravy soutěže nejsou zákonem definovány; o tom, zda byly v konkrétním případě porušeny, rozhoduje soud. Nekalosoutěžní jednání nemusí nutně způsobit újmu (soutěžitelům nebo zákazníkům), jedná se o ohrožovací delikt. Skutková podstata je tak naplněna už tehdy, když tato újma jen hrozí.
Občanský zákoník v ustanovení § 2976 odst. 2 demonstrativně uvádí skutkové podstaty, při jejichž naplnění k nekalé soutěži dojde a v následujících paragrafech (§ 2977–2987) je blíže specifikuje. Vedle skutkových podstat v zákoně uvedených však existuje množství dalších (tzv. soudcovských, resp. preatorských skutkových podstat), které jsou řazeny pod generální klauzulí.

## Skutkové podstaty nekalé soutěže
1. Klamavá reklama – reklama, která klame nebo je způsobilá klamat (tedy je způsobilá ovlivňovat hospodářské chování osob na základě mylných nebo zavádějících informací, resp. prezentování faktů)
2. Klamavé označení zboží a služeb – vyvolává mylnou představu, že věc pochází z určité oblasti, místa, od určitého výrobce nebo že má určité vlastnosti, popř. jakost
3. Srovnávací reklama – je přípustná, pokud není klamavá, srovnává jen zboží nebo služby určené ke stejnému účelu a uváděné informace jsou fakticky správné a ověřitelné
4. Vyvolání nebezpečí záměny – napodobování cizích výrobků, užití názvu nebo loga jiného soutěžitele
5. Parazitování na pověsti podniku, výrobků či služeb jiného soutěžitele
6. Podplácení – nabízení „úplatku“ členům statutárních orgánů nebo zaměstnancům „konkurence“ za účelem, aby se sami dopustili nekalosoutěžního jednání
7. Zlehčování – rozšiřování nepravdivých i pravdivých údajů o výrobcích, výkonech nebo poměrech jiného soutěžitele, které je způsobilé mu přivodit újmu
8. Porušení obchodního tajemství
9. Dotěrné obtěžování (spam)
10. Ohrožení zdraví nebo životního prostředí – soutěžitel získává výhodu díky nedodržování norem na ochranu zdraví a životního prostředí

Smlouva, její část nebo její jednotlivé ustanovení, při jejímž uzavření byl porušen zákaz nekalé soutěže, je od počátku neplatná.

## Právní prostředky ochrany proti nekalé soutěži
Poškozený soutěžitel nebo i spotřebitel může požadovat:
- zdržení se takového chování,
- odstranění závadného stavu,
- poskytnutí přiměřeného zadostiučinění (i v penězích),
- náhradu škody a
- vydání bezdůvodného obohacování.

Kromě parazitování na pověsti, podplácení, zlehčování a porušení obchodního tajemství může být aktivní a žádat nápravu i jinak nezúčastněná právnická osoba, pokud je jejím účelem ochrana zájmů soutěžitelů nebo zákazníků.